# Csörnyeföld
Csörnyeföld község Zala vármegyében, a Letenyei járásban.

## Fekvése
Zala vármegye déli részén, a magyar-horvát-szlovén hármashatár közelében fekszik, szelíd déli fekvésű lankák lábainál. Letenyétől 10, Lentitől 20 kilométerre helyezkedik el; központján a két várost összekötő 7538-as út vezet keresztül, de közigazgatási területének szélét érinti a 7541-es és a 7542-es út is.
A községet körülölelő dombok, a klimatikus adottságok kiválóan alkalmasak szőlőtermesztésre, az erdők értékes faállományukon kívül vadban rendkívül gazdagok.

## Története
A település első írásos emléke 1361-ből származik. Csörnyeföld 1977-ig önálló község volt, 1977 és 1992 között egyesítve volt Muraszemenye községgel Szemenyecsörnye néven, majd a két község ismét különvált.

## Közélete

### Polgármesterei
- 1992–1994: Orbán Tibor (FÉK)[3]
- 1994–1998: Orbán Tibor (FÉK)[4]
- 1998–2002: Simon Zoltán (független)[5]
- 2002–2006: Simon Zoltán István (független)[6]
- 2006–2010: Simon Zoltán István (független)[7]
- 2010–2014: Simon Zoltán István (független)[8]
- 2014–2019: Simon Zoltán István (független)[9]
- 2019–2024: Hóbor-Sztrahia Krisztina (független)[10]
- 2024– : Hóbor-Sztrahia Krisztina (független)[1]

## Népesség
A település népességének változása:
| Lakosok száma | 420  | 415  | 393  | 358  | 371  | 365  | 351  |
|               | 2013 | 2014 | 2015 | 2021 | 2022 | 2023 | 2024 |

A 2011-es népszámlálás idején a nemzetiségi megoszlás a következő volt: magyar 88,7%, cigány 10,36%, német 0,8%. A lakosok 76,6%-a római katolikusnak, 6,2% felekezeten kívülinek vallotta magát (15,4% nem nyilatkozott).
2022-ben a lakosság 73,3%-a vallotta magát magyarnak, 2,7% cigánynak, 1,3% németnek, 0,5% ukránnak, 0,3-0,3% románnak, ruszinnak, szlovénnek, szerbnek és lengyelnek, 1,3% egyéb, nem hazai nemzetiségűnek (26,1% nem nyilatkozott; a kettős identitások miatt a végösszeg nagyobb lehet 100%-nál). Vallásuk szerint 43,1% volt római katolikus, 0,8% evangélikus, 0,5% református, 0,8% egyéb keresztény, 0,5% egyéb katolikus, 6,2% felekezeten kívüli (48% nem válaszolt).

## A település az irodalomban
- Érintőlegesen szerepel a település Bödőcs Tibor humorista első regényében, a zalai vidéki helyszínek sokaságát felvillantó Meg se kínáltak című kötetben (a 21. fejezetben).